# 推恩の令

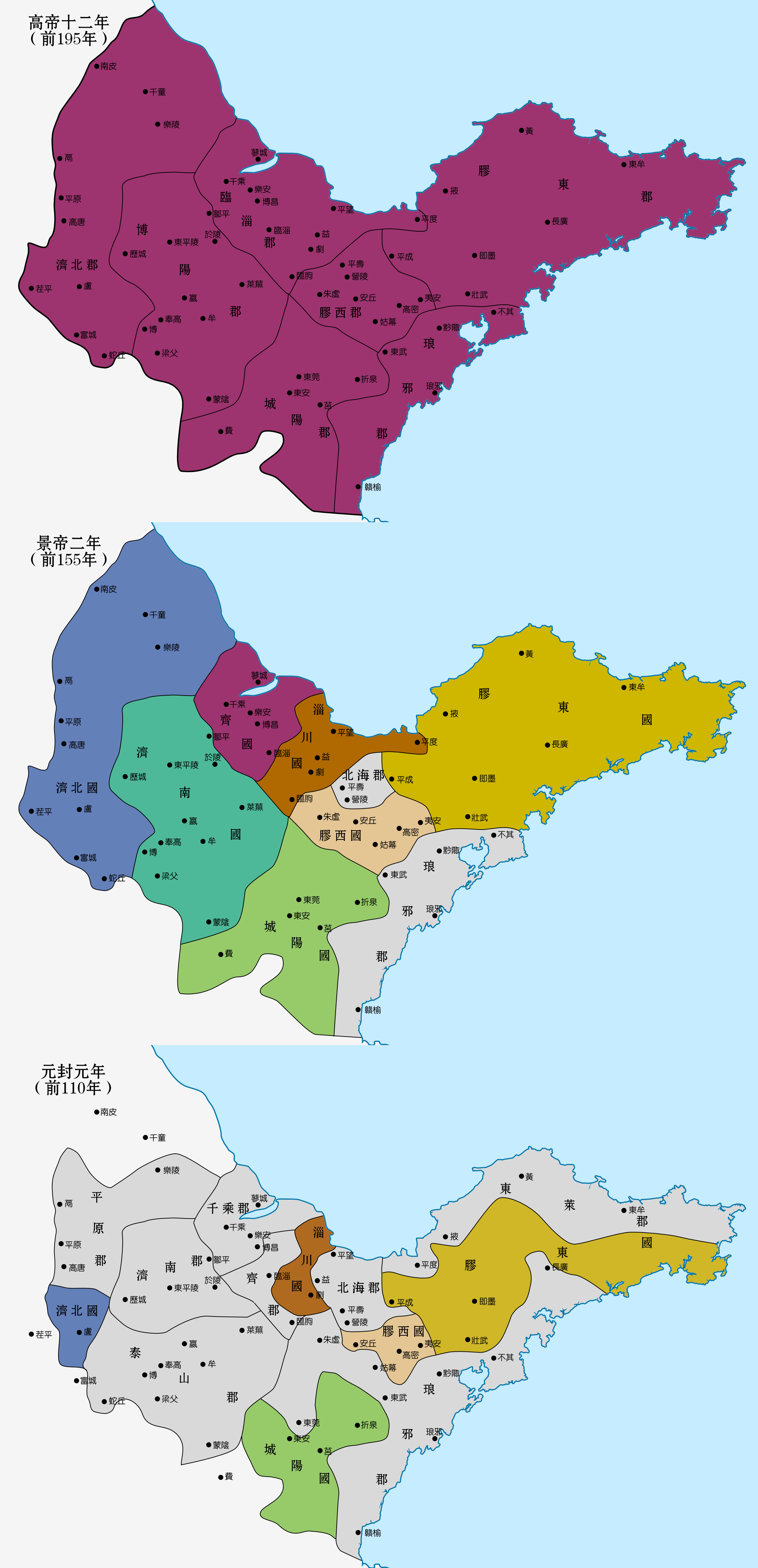
前漢初期の斉の郡国の境界を示した図。紀元前195年（上）、紀元前155年（中）、紀元前110年（下）。景帝による封国の削減と、武帝による推恩の令の後、封国の領域・実力は、大幅に減少した。

推恩の令（すいおんのれい）は、中国の前漢の武帝の時代に施行された重要な法令であり、諸侯王の封地を削減し、諸侯王の勢力範囲を削減するものであった。主な内容は、諸侯王の封地と爵位を嫡長子に承継していた相続制度を変更し、諸子均分制を諸侯王に強制するというものである。これによって、封地は、複数の子に分割承継され、朝廷に属する小規模な王国・侯国を形成し、諸侯王の勢力を削減する効果が生じた。

## 概要
前漢の高祖は、周が封国制を採用した際、王室が長く継続したものの力が弱かったこと、秦が郡県制を採用した際、早期に滅亡したことから、封国制と群県制の双方の長所を取り入れた郡国制を採用した。前漢の初期、諸侯王の爵位と封地は、嫡長子が承継する相続制度であった。そのため、嫡長子のみが単独で封国を承継し、その他の子孫は、わずかな土地すら得られなかった。
文帝の時代、賈誼は諸侯王の数を多くしてその力を弱めるべきであると主張した。景帝の時代、鼂錯が諸侯王の封地を削減したため、呉楚七国の乱を引き起こした。呉楚七国の乱は、周亜夫によって平定されたが、根本的な問題は解決されなかった。武帝の初年、「諸侯王は城を連ねること数十、封地は千里四方である。統制が緩ければ、驕慢になって淫乱をなし、統制が厳しければ、合従して朝廷に反旗を翻す」と評され、朝廷の中央集権体制が脅威に晒されていた。
そのため、元朔2年（紀元前127年）正月、武帝は、主父偃の建議を採用して、「推恩の令」を施行した。推恩の令は、呉楚七国の乱の教訓から、封地の削減を強行せず、諸侯王の後継者が王位を継承するほかは、その他の諸子について、もとの封国を割いて列侯とし、新たに侯国を立てた。侯国は、もとの王国の管轄から外すこととして、県に相当する郡として直接管理することとされた。その結果、諸侯王の封国は事実上削減され、朝廷に対して反旗を翻すことを回避することが可能となった。これによって、「諸侯王の封国の分割が始まり、諸侯王の子弟は侯となった」と評される。諸侯王の封国は、ますます小規模化し、その勢力は削減された。そのため、「大国は十余城を超えることはなく、小侯は十余里を超えることはない」と評された。